# Brandt (Dakota Południowa)
Brandt – miasto w Stanach Zjednoczonych, w stanie Dakota Południowa, w hrabstwie Deuel.